# 田中武夫
田中 武夫（たなか たけお、1912年（大正元年）12月8日 – 1979年（昭和54年）1月31日）は、昭和期の労働運動家、政治家。衆議院議員。

## 経歴
兵庫県出身。1937年（昭和12年）中央大学法律科を卒業した。
1937年、鉄道省に入省し大阪鉄道局勤務となる。その後、川西機械製作所に転じ、労働組合を結成し委員長に就任した。1947年（昭和22年）日本社会党に入党。明石地区労働組合協議会議長、兵庫県労働組合会議副議長、東播労連会長、兵庫県地方労働委員、兵庫労働金庫理事などを務めた。
1952年（昭和27年）10月の第25回衆議院議員総選挙で兵庫県第3区から社会党左派公認で出馬したが落選し、次の第26回総選挙でも次点で落選した。1955年（昭和30年）2月の第27回総選挙で初当選。以後、1972年（昭和47年）12月の第33回総選挙まで再選され、衆議院議員に連続7期在任した。この間、検察官適格審査会委員、衆議院公害対策特別委員長、同公害対策並びに環境保全特別委員長、ロッキード特別委員会理事、日本社会党政策審議会特別委員会副委員長、同商工部長、同中小企業部長、同本部統制委員長代理、同本部選挙対策委員、同党代議士会副会長、国会白門会事務局長などを務めた。その後、第34回総選挙に立候補したが次点で落選し引退した

## 脚註